# Delphino Moracchini
Pour les articles homonymes, voir Moracchini.
 (août 2022).
La mise en forme du texte ne suit pas les recommandations de Wikipédia : il faut le « wikifier ».
Les points d'amélioration suivants sont les cas les plus fréquents. Le détail des points à revoir est peut-être précisé sur la page de discussion.
- Les titres sont pré-formatés par le logiciel. Ils ne sont ni en capitales, ni en gras.
- Le texte ne doit pas être écrit en capitales (les noms de famille non plus), ni en gras, ni en italique, ni en « petit »…
- Le gras n'est utilisé que pour surligner le titre de l'article dans l'introduction, une seule fois.
- L'italique est rarement utilisé : mots en langue étrangère, titres d'œuvres, noms de bateaux, etc.
- Les citations ne sont pas en italique mais en corps de texte normal. Elles sont entourées par des guillemets français : « et ».
- Les listes à puces sont à éviter, des paragraphes rédigés étant largement préférés. Les tableaux sont à réserver à la présentation de données structurées (résultats, etc.).
- Les appels de note de bas de page (petits chiffres en exposant, introduits par l'outil «  Source ») sont à placer entre la fin de phrase et le point final[comme ça].
- Les liens internes (vers d'autres articles de Wikipédia) sont à choisir avec parcimonie. Créez des liens vers des articles approfondissant le sujet. Les termes génériques sans rapport avec le sujet sont à éviter, ainsi que les répétitions de liens vers un même terme.
- Les liens externes sont à placer uniquement dans une section « Liens externes », à la fin de l'article. Ces liens sont à choisir avec parcimonie suivant les règles définies. Si un lien sert de source à l'article, son insertion dans le texte est à faire par les notes de bas de page.
- La présentation des références doit suivre les conventions bibliographiques. Il est recommandé d'utiliser les modèles {{Ouvrage}}, {{Chapitre}}, {{Article}}, {{Lien web}} et/ou {{Bibliographie}}. Le mode d'édition visuel peut mettre en forme automatiquement les références.
- Insérer une infobox (cadre d'informations à droite) n'est pas obligatoire pour parachever la mise en page.

Pour une aide détaillée, merci de consulter Aide:Wikification.
Si vous pensez que ces points ont été résolus, vous pouvez retirer ce bandeau et améliorer la mise en forme d'un autre article.
Delphino (Dauphin) Moracchini est un administrateur colonial français qui a servi en Guyane française, en Inde française, en Polynésie française et en Nouvelle-Calédonie. Il est nommé assistant du gouverneur de la Martinique en 1890, où sa rapidité d'intervention lors d'un incendie à Fort-de-France lui vaut d'être nommé gouverneur l'année suivante. Il s'occupe efficacement de la récupération après un ouragan majeur en 1891. En 1895, il est transféré en Guadeloupe, où il doit faire face à un tremblement de terre, un incendie et un ouragan. Il se retrouve également au cœur d'une lutte entre les propriétaires blancs et les socialistes, dans laquelle il parvient à préserver la paix au détriment de sa popularité.

## Premières années
Delphino Moracchini est né à San-Lorenzo, en Corse, en 1846. Il obtient une licence en droit, puis fréquente l'École coloniale et entame une carrière dans la magistrature coloniale. En 1875, il est affecté à Cayenne, en Guyane française, et de là, il se rend aux Indes françaises. En 1882, il est brièvement percepteur dans les Vosges, puis en 1885, il est directeur de l'Intérieur, second du gouverneur, à Tahiti puis à Nouméa. Le 1er décembre 1885, il devient gouverneur par intérim de la Polynésie française en remplacement de Marie Nicolas François Auguste Morau. Il est remplacé par Étienne Théodore Lacascade le 2 septembre 1886. Du 30 juillet 1888 au 20 décembre 1888, il est gouverneur de la Nouvelle-Calédonie.

## Martinique
En 1890, Moracchini est nommé directeur de l'intérieur de la Martinique, deuxième fonctionnaire après le gouverneur Germain Casse. Le 22 juin 1890, un incendie se déclare à Fort-de-France qui détruit une grande partie de la ville et tue 14 personnes. Le maire et le gouverneur étant absents, Moracchini prend les commandes et dirige les pompiers de Saint-Pierre et l'armée pour sauver au maximum la ville. Pour sa promptitude, il est nommé gouverneur à la place de Casse. Il a occupé ses fonctions du 4 février 1891 à juin 1895. 
Le 18 août 1891, l'île est frappée par l'ouragan “San Magin” (en) qui fait 450 morts et plus de 2 000 blessés.  Moracchini a réussi à obtenir des crédits de la France métropolitaine pour reconstruire les infrastructures et restaurer l'économie.  Une partie du financement des secours aux ouragans a été détournée vers la reconstruction des bâtiments détruits lors de l'incendie de 1890. Le gouvernement a refusé de fournir un prêt demandé d'un million de francs ou de suspendre la dette de l'île, mais a aidé à organiser des dons pour aider les victimes de l'ouragan. Plus de 791 000 francs ont été fournis en décembre 1891. 
Le 23 février 1894, Moracchini est consulté par le gouverneur du Dahomey Victor Ballot pour savoir s'il pouvait recevoir en exil le roi Béhanzin et sa famille, celui-ci accepte et la famille arrive le 30 mars. Les politiciens locaux l'ont accusé d'affamer le prisonnier, mais en fait il l'a traité avec une grande humanité.  Il logea le roi au Fort Tartanson à Fort de France, le traitant avec le respect dû à son rang.

## Guadeloupe
En juin 1895, Moracchini est devenir gouverneur de la Guadeloupe.  Il échange sa place avec Noël Pardon, qui devient gouverneur de la Martinique. Le 23 avril 1897, un tremblement de terre détruit une partie de Pointe-à-Pitre. Cette année-là, sa décision sur le taux de change le rendit profondément impopulaire auprès de certains propriétaires d'usines. En 1898, des élections législatives houleuses ont lieu, avec Gaston Gerville-Réache et Hégésippe Légitimus élus. Moracchini doit faire face à un incendie à Pointe-à-Pitre en juin 1898 et à un ouragan le 7 août 1899. 
En 1899, les propriétaires d'usines et de plantations accusent les socialistes, dirigés par Légitimus, d'avoir mis le feu dans toute l'île, tandis que les socialistes rejettent la faute sur les blancs réactionnaires. Les propriétaires blancs étaient en contact avec le consul américain, attendant une occasion de demander aux États-Unis d'intervenir. La flotte américaine naviguait à proximité. Moracchini a suivi une voie médiane, refusant de prendre des mesures qui feraient de lui le "dupe ou complice des réactionnaires", et a rétabli le calme, bien qu'il se soit rendu impopulaire des deux côtés. Il quitte ses fonctions le 2 juin 1900. Il a été promu gouverneur de 1re classe en 1900 et a automatiquement pris sa retraite en 1901. 